# Schmadrigletscher
Der Schmadrigletscher (auch Vordre Schmadrigletscher genannt) ist ein Gletscher am Nordhang der Berner Alpen im Schweizer Kanton Bern in der Gemeinde Lauterbrunnen. Er befindet sich zwischen dem Mittaghorn und dem Grosshorn.

## Geographie
Der Schmadrigletscher beginnt zwischen dem Mittaghorn und dem Grosshorn in einer Höhe zwischen 3600 m ü. M. und 3700 m ü. M. und fliesst gegen Nordwesten ins Lauterbrunnental hinunter bis auf eine Höhe von etwa 2250 m ü. M. Östlich des Mittagjochs ist er auf 3700 m ü. M. mit dem Anungletscher verbunden. Begrenzt wird er im Nordosten durch den Schmadririgg und im Südwesten durch den Grosshorn-Nordwestgrat und das Brunnenhoren. Bis in die 1870er Jahre war der Schmadrigletscher noch mit dem Breithorngletscher bis auf eine Höhe von 2000 m ü. M. verbunden.
Der Gletscher zwischen dem Grosshorn und dem Breithorn, gespeist durch den Schmadrifirn aus einer Höhe von 3300 m ü. M., wird auch Hindre Schmadrigletscher genannt. Gemäss Swisstopo ist dieser Gletscher jedoch der Grosshorngletscher.
Das Schmelzwasser des Schmadrigletschers fliesst über den Schmadribach in die Weisse Lütschine, die Lütschine, die Aare und den Rhein in die Nordsee.
An seinem unteren westlichen Ende befindet sich die Schmadrihütte des Akademischen Alpenclubs Bern auf einer Höhe von 2261 m ü. M.